# ジョン・ピーター・リチャードソン (2世)
ジョン・ピーター・リチャードソン（John Peter Richardson, 1801年4月14日 - 1864年1月24日）は、アメリカ合衆国の政治家。民主党に所属し、1840年から1842年まで第59代サウスカロライナ州知事を務めた。

## 生い立ち
1801年4月14日、リチャードソンはサウスカロライナ州クラレンドン郡のヒッコリー・ヒル農園において誕生した。リチャードソンはウィリントンのモーゼス・ウォデル学園で教育を受け、1819年にサウスカロライナ大学を卒業した。リチャードソンは大学卒業後に弁護士として認可を受け、弁護士業を開業した。

## 初期の政治活動
1825年、リチャードソンはサウスカロライナ州下院議員に選出された。リチャードソンは1830年代初頭の連邦法無効危機に際して、連邦制の維持を支持した。1834年、リチャードソンはサウスカロライナ州上院議員に選任された。1836年、サウスカロライナ州第8選挙区選出の連邦下院議員リチャード・アーヴァイン・マニングの急死により、リチャードソンが後任の連邦下院議員として選出された。1837年、リチャードソンは選挙区を第8選挙区に鞍替えし、連邦下院議員に民主党から再選した。

## 州知事
1830年代末、サウスカロライナ州の政治指導者間では、連邦政府を掌握し、高率関税をかけるホイッグ党の展望について疑念を深めていた。そして彼ら指導者たちは、州内での党派を超えた融和を推し進めることが、唯一の有効な選択肢であると考えた。指導者たちは民主党を中心として、ホイッグ党への対立候補を擁立することを企図した。そしてジョン・カルフーン、ロバート・レット、フランクリン・エルモアらが中心となり、州内の連邦主義者や連邦離脱論者を結束させる努力を行った。1840年、党派をひとつにまとめるための方策として、リチャードソンを州知事に選出する案が提起された。だが極端な連邦離脱論者は連邦主義者たるリチャードソンの州知事選出を拒否した。またジェイムズ・ヘンリー・ハモンドはリチャードソンに反対するため、州知事に名乗りを上げた。サウスカロライナ州議会は州内での内紛を終結させるため、カルフーンの意見を支持し、リチャードソンを州知事として選出した。
リチャードソンは州知事として、新たな銀行業務規則の導入を試みたが、サウスカロライナ銀行の反対を受けた。サウスカロライナ銀行はまた、連邦政府による1842年関税法にも反対した。リチャードソンはまた、州民兵の教育と訓練の必要性を重視し、チャールストンに軍事学校の設立を促した。

## 晩年
リチャードソンは1842年に州知事を退任した後も、州の政治に積極的に関与した。リチャードソンは1850年の州憲法制定会議に参加し、1860年には州の連邦離脱法令に署名を行った。
1864年1月24日、リチャードソンはサウスカロライナ州フルトンにおいて死去した。リチャードソンの遺体はヒッコリーヒル農場のリチャードソン墓地に埋葬された。